# NGC 4063
NGC 4063 في الفهرس العام الجديد، هي مجرة، تقع في كوكبة العذراء. اكتشفت في 2 يناير 1878 .

## روابط خارجية
- NGC 4063 على موقع ويكي سكاي: DSS2, SDSS, GALEX, IRAS, Hydrogen α, X-Ray, Astrophoto, Sky Map, Articles and images